# Jadílson
José Jadílson dos Santos Silva (ur. 4 grudnia 1977) – brazylijski piłkarz występujący na pozycji obrońcy.

## Kariera klubowa
Od 1999 do 2013 roku występował w klubach Portuguesa, Botafogo, Guarani FC, Consadole Sapporo, Fluminense FC, Paraná Clube, Goiás EC, São Paulo, Cruzeiro EC, Grêmio, Grêmio Prudente, Treze, Anapolina, CRB i Pelotas.